# Long, Long Ago
"Long, Long Ago" (tạm dịch là: Lâu, lắm rồi) là một bài hát đề cập về nỗi nhớ, được viết vào năm 1833 bởi nhà soạn nhạc và nhà văn người Anh Thomas Haynes Bayly. Ban đầu bài hát được đặt tên là "The Long Ago", nhưng dường như đã được thay đổi bởi biên tập viên Rufus Wilmot Griswold khi bài hát được xuất bản lần đầu tiên sau khi đăng trên một tạp chí của bang Philadelphia, cùng với một bộ sưu tập các bài hát và bài thơ khác của Bayly. Bài hát đã được đón nhận nồng nhiệt, và trở thành một trong những bài hát phổ biến nhất ở Hoa Kỳ vào năm 1844.
Bản thu âm phổ biến đầu tiên của bài hát là của Geraldine Farrar cho hãng thu âm Victor Talking Machine Company vào năm 1913.
Vào năm 1939, giai điệu đã được đưa ra những từ mới (được sửa đổi một chút vào năm 1941) và một nhịp độ bouncier. Bài hát trở thành hit năm 1942 trong "Don't Sit Under the Apple Tree (With Who Else but Me)" của Glenn Miller.

## Những bản thu âm khác
- Louis Armstrong - thu âm vào 10 tháng 3 năm 1941 cho Decca (catalog No. 3700A).[2]
- Năm 1950, Patti Page đã thu âm và đặt một trang bìa tại mặt trái thay thế cho hit ăn khánh của bà, "Tennessee Waltz".[3]
- Jo Stafford và Gordon MacRae - album Songs for Sunday Evening (1950)
- The Mills Brothers - bao gồm cả albu, Famous Barber Shop Ballads Volume Two (1949).[4]
- Nat King Cole và Dean Martin - một bản phát hành duy nhất cho Capitol Records (1954).[5]
- Bing Crosby đưa bài hát vào phần hòa tấu trong album của ông là Join Bing and Sing Along (1959)
- Sam Cooke - album Swing Low (1961)
- Marty Robbins - có trong album tổng hợp Long Long Ago (1984).[6]
- Ví dụ, một bản hát dịch sang tiếng Hungary đã được hát bởi nhiều dàn hợp xướng trẻ em, ví dụ như https://www.youtube.com/watch?v=tcF6QkMFC-w
- Bài hát cũng được lấy mẫu trong bài hát "Left Hand Suzuki Method" bởi Gorillaz trong album G-Sides và phiên bản cao cấp của Gorillaz.
- Bài hát được đưa vào phương pháp Suzuki cho Violin trong quyển 1 và quyển 2.